# Saison 1955-1956 de la LAH
Saison précédente Saison suivante
La saison 1955-1956 de la Ligue américaine de hockey est la 20e saison de la ligue durant laquelle six équipes jouent chacune 64 matchs.
Les Reds de Providence, meilleure équipe de la saison régulière, remportent leur quatrième coupe Calder.

## Saison régulière

### Classement
| Clt   | Équipe                 | PJ | V  | D  | N | BP  | BC  | Pts |
| ----- | ---------------------- | -- | -- | -- | - | --- | --- | --- |
| +001, | Reds de Providence     | 64 | 45 | 17 | 2 | 263 | 193 | 92  |
| +002, | Hornets de Pittsburgh  | 64 | 43 | 17 | 4 | 271 | 186 | 90  |
| +003, | Bisons de Buffalo      | 64 | 29 | 30 | 5 | 239 | 250 | 63  |
| +004, | Barons de Cleveland    | 64 | 26 | 31 | 7 | 225 | 231 | 59  |
| +005, | Bears de Hershey       | 64 | 19 | 39 | 6 | 218 | 271 | 44  |
| +006, | Indians de Springfield | 64 | 17 | 45 | 2 | 212 | 297 | 36  |

- En gras : qualifiés pour les séries

### Meilleurs pointeurs
| Joueur            | Équipe                | PJ | B  | A  | Pts | Pun |
| ----------------- | --------------------- | -- | -- | -- | --- | --- |
| Zellio Toppazzini | Reds de Providence    | 64 | 42 | 71 | 113 | 44  |
| Willie Marshall   | Hornets de Pittsburgh | 58 | 45 | 52 | 97  | 47  |
| Camille Henry     | Reds de Providence    | 59 | 50 | 41 | 91  | 8   |
| Ken Wharram       | Bisons de Buffalo     | 59 | 27 | 63 | 90  | 27  |
| Dunc Fisher       | Bears de Hershey      | 60 | 40 | 43 | 83  | 73  |
| Paul Larivee      | Reds de Providence    | 54 | 27 | 53 | 80  | 38  |
| Fredrick Glover   | Barons de Cleveland   | 64 | 42 | 57 | 79  | 187 |
| Larry Wilson      | Bisons de Buffalo     | 62 | 39 | 39 | 78  | 74  |

## Match des étoiles
Le troisième Match des étoiles se joue le 10 janvier 1956 à Pittsburgh. Les champions en titre, les Hornets de Pittsburgh, font match nul avec l'équipe d'étoiles de la ligue.

## Séries éliminatoires
- Le premier de la saison régulière rencontre le troisième au meilleur des 5 matchs.
- Le deuxième rencontre le quatrième également au meilleur des 5 matchs.
- Les vainqueurs se rencontrent en finale au meilleur des sept matchs[3].

### Tableau
|  | Premier tour | Premier tour |            |   | Finale | Finale |
|  | Premier tour | Premier tour |            |   | Finale | Finale |
|  |              |              |            |   |        |        |
|  |              |              |            |   |        |        |
|  |              |              |            |   |        |        |
|  | Providence   | 3            |            |   |        |        |
|  | Providence   | 3            |            |   |        |        |
|  | Buffalo      | 2            |            |   |        |        |
|  | Buffalo      | 2            | Providence | 4 |        |        |
|  |              |              | Providence | 4 |        |        |
|  |              | Cleveland    | 0          |   |        |        |
|  | Pittsburgh   | Cleveland    | 0          | 1 |        |        |
|  | Pittsburgh   |              |            | 1 |        |        |
|  | Cleveland    | 3            |            |   |        |        |
|  | Cleveland    | 3            |            |   |        |        |

## Trophées

### Trophées collectifs
| Coupe Calder : Vainqueurs des séries                           | Reds de Providence |
| Trophée F.-G.-« Teddy »-Oke : Champions de la saison régulière | Reds de Providence |

### Trophées individuels
| Trophée Les-Cunningham : Meilleur joueur de la saison                                 | Johnny Bower (Reds de Providence)      |
| Trophée John-B.-Sollenberger : Meilleur pointeur                                      | Zellio Toppazzini (Reds de Providence) |
| Trophée Dudley-« Red »-Garrett : Meilleure recrue                                     | Bruce Cline (Reds de Providence)       |
| Trophée Harry-« Hap »-Holmes : Gardien ayant la plus petite moyenne de buts encaissés | Gil Mayer (Hornets de Pittsburgh)      |